# Brookmont
Brookmont és una concentració de població designada pel cens dels Estats Units a l'estat de Maryland. Segons el cens del 2000 tenia 3.202 habitants.

## Demografia
Segons el cens del 2000, Brookmont tenia 3.202 habitants, 1.194 habitatges, i 920 famílies. La densitat de població era de 909 habitants per km².
Dels 1.194 habitatges en un 37,8% hi vivien nens de menys de 18 anys, en un 69,4% hi vivien parelles casades, en un 5,9% dones solteres, i en un 22,9% no eren unitats familiars. En el 16,5% dels habitatges hi vivien persones soles el 7,3% de les quals corresponia a persones de 65 anys o més que vivien soles. El nombre mitjà de persones vivint en cada habitatge era de 2,68 i el nombre mitjà de persones que vivien en cada família era de 2,99.
Per edats la població es repartia de la següent manera: un 25,8% tenia menys de 18 anys, un 3,4% entre 18 i 24, un 23,4% entre 25 i 44, un 31% de 45 a 60 i un 16,4% 65 anys o més.
L'edat mediana era de 44 anys. Per cada 100 dones de 18 o més anys hi havia 91,5 homes.
La renda mediana per habitatge era de 138.492 $ i la renda mediana per família de 150.000 $. Els homes tenien una renda mediana de 94.066 $ mentre que les dones 57.167 $. La renda per capita de la població era de 66.465 $. Entorn del 0,9% de les famílies i l'1,7% de la població estaven per davall del llindar de pobresa.

## Poblacions més properes
El següent diagrama mostra les poblacions més properes.